# 李采五
李 采五（イ・チェオ、朝鮮語: 이채오、1916年2月10日または3月7日 - 2005年5月3日）は、日本統治時代の朝鮮および大韓民国の水産技手、政治家、実業家。第2代韓国国会議員。
本貫は全州李氏、号は友海（ウヘ、朝鮮語: 우해/友海）。仏教徒。

## 経歴
日本統治時代の慶尚南道（現・慶尚南道巨済市）出身。1933年統営公立水産学校（現・慶尚国立大学校）卒。熊川・巨済・新浦などの漁業組合の水産技手、咸鏡北道漁業組合連合会書記、咸鏡北道庁・京畿道庁技手、商工部長官委嘱産業再建委員会委員、水産組合専務理事、水産経済新聞論説委員、韓国水産制度研究委員、国会商工分科委員会幹事（水産業法案起草通過）、遠洋出漁船団審査委員、海洋少年団理事、釜山水産センター推進委員会委員長・常任顧問、大韓水産中央会長、FOA韓国協会理事、国際学術院特別委員、釜山水産大学校施設拡充期成会会長、韓国遠洋漁業協会会長、全州李氏大同宗約院顧問、大韓民国憲政会元老会員・理事、和洋実業株式会社社長を務めた。1950年の第2代総選挙では無所属の候補として巨済島の選挙区から出馬し、徐淳永を抑えて当選した。
2005年5月3日、持病により死去。享年89。